# Neuromance
://Neuromance to drugi album zespołu Dope Stars Inc. Został wydany w dwóch wersjach: zwykłej i specjalnej. Specjalna edycja albumu zawiera CD2 z remiksami.

## Lista utworów
CD1:
1. "10.000 Watts" – 3:12
2. "Infection 13" – 3:29
3. "Platinum Girl" – 3:36
4. "Make a Star" – 4:53
5. "Vyperpunk" – 4:06
6. "Generation Plastic" – 5:03
7. "Rebel Riot" – 4:43
8. "Theta Titanium" – 6:25
9. "Self Destuctive Corp." – 4:14
10. "Plug 'n' Die" – 6:15
11. "Defcon 5" – 4:29
12. "Trance-Former" – 4:10
13. "C-Beams" – 4:48

CD2:
1. "I'm Overdriven (Exclusive Track)" – 4:17
2. "Kiss (London After Midnight Cover)" – 5:12
3. "Right Here in My Arms (HIM Cover Version)" – 4:04
4. "10.000 Watts (Funker Vogt Remix)" – 4:10
5. "Vyperpunk (Deathstars Remix)" – 3:58
6. "Make a Star (Siderartica Version)" – 3:55
7. "Self Destructive Corp. (Mortiis Remix)" – 4:24
8. "10.000 Watts (Punto Omega Remix)" - 4:32
9. "Generation Plastic (Carmilla Remix)" – 5:26
10. "Make a Star (High Level Static Remix)" – 4:16
11. "10.000 Watts (Needleye Remix)" – 3:12
12. "Make a Star (Esoterica Remix)" – 3:43
13. "Plug 'n' Die (Underwater Pilots Remix)" – 4:10
14. "Make a Star (Sundealers Remix)" – 3:56
15. "Platinum Girl (Endraum Remix)" – 3:30
16. "Infection 13 (DJmO Feat. S. Luzie Remix)" – 3:36
17. "Generation Plastic (Pilori Remix)" – 4:05
18. "Vyperpunk (Spiritual Front Version)" – 3:55